# 大野勃
大野勃（?—?），乞乞仲象的儿子，大祚荣的弟弟，在建立渤海国的过程中立有功勋。818年，渤海简王大明忠去世。大祚荣的王统从此断绝，大野勃的曾孙大仁秀继位，是为渤海宣王，之后渤海国王都是大野勃的后代。

## 家庭

### 兄弟
1. 大祚荣

### 子
1. 大元璣
2. 大壹夏